# Pegoplata ornata
Pegoplata ornata är en tvåvingeart som först beskrevs av Mario Bezzi 1908.  Pegoplata ornata ingår i släktet Pegoplata och familjen blomsterflugor. Inga underarter finns listade i Catalogue of Life.